# Музеј анатомије човека Медицинског факултета у Београду
Музеј анатомије човека Медицинског факултета у Београду један је од малобројних медицинских музеја у Србији укључен у укључен у велику Заједницу музеја града Београда. Основан је 9. децембра 1980. године, великим ангажовањем проф. др Вере Драганић.

## Предуслови
Полазећи од тога да је хумана анатомија битна област у оквиру природних наука, указала се потреба за оснивањем музеј анатомије човека, који је требао да послужи у редовној, последипломској и докторској настави студената медицине, али и студената других факултета и виших школа и као такав потом је треба да буде укључен у Заједницу музеја града Београда.

## Историја
Музеј је основан по угледу на Musée d'Anatomie de Rouvière, који се налази у Academie de Paris, Université René Descartes, од скромне, до тада постојеће колекције сачуване на институту за анатомију. Све је почело ангажовањем проф. др Вере Драганић и њених сарадника 1975. године, да би након 5 година прикупљања артефакт музеј би свечано отворен у оквиру јубиларне прославе Дана Медицинског факултета у Београду, 9. децембра 1980. године.
Током 2000. године, поводом 80 година од оснивања Медицинског факултета у Београду, музејски препарати су у целини рестаурирани и зановљени ангажовањем проф. др Милана Милисављевића.
У изради музејских експоната учествовали су, а и данас учествују неки од наставника Института за анатомију, јер то активност која се непрекидно одвија.

## Смештај и поставка
Музеј је постављен и смештен у у три спојене просторије површине 188 м² у централном простору Института за анатомију. Музејску поставку чини: око 250 експоната смештено је у 27 витрина. Музејска поставка садржи:
- неке од старих српских уџбеника анатомије,
- старе сепарате стручних радова,
- зборнике конгреса Удружења анатома Југославије,
- стару опрему коришћену у истраживачком раду на Институту.[1]

Највећи део изложеног материјала су дисектовани препарати органа и делова тела, збирка костију (права реткост је зуб мамута) и серија пресека главе и тела. Посебну групу чине корозиони препарати крвних судова феталног и адултног материјала.

### Збирка  цртежа професора Ника Миљанића
Збирка  оригиналних цртежа професора Ника Миљанића је јединствена и вредна колекција медицинских илустрација каква не постоји на другим медицинским факултетима. Њен оснивач који је уједно био и оснивач Одсека за анатомију, ушао је у историју српске медицине као стручњак који је први одржао предавање у Свечаној сали капетана Мишиног здања, 9. децембра 1920. године на дан Св. Алимпији Столпник.
Она је данас, део сталне изложене поставке музеја, размештене по зидовима остеолошких сала Института за анатомију. Састоји од 36 цртежа великог формата, укупне површине од 99,7 метара квадратних. 
Цртежи су рађени у комбинованој техници пастела, акварела и туша. Подлога је дебљи натрон папир каширан на платно. Током времена, због сталне изложености директном утицају влаге, светла, прашине и додиривања, панои су добили жути тон и постали крти, као и платно у подлози, што им даје посебну патину старина.

Серија цртежа из ове збирке детаљно представља поједине кости скелета човека, у доњем десном углу сваког цртежа има тушем уписан потпис Н. Миљанић, а у доњем левом углу карактеристичан потпис аутора цртежа H. Frantz, Paris 1920. Мало се зна о самом сликару, 
...сем да су доступни његови портрети француских лекара тог доба у часопису Chanteclair, као и медицинске илустрације коришћене у стручним радовима,  нпр. цртежи случајева урођене дислокације зглоба кука који се чувају у Дипитреновом музеју (Musée Dupuytren) у Паризу а које је Sir Thomas Fairbank репродуковао у раду „Congenital Dislocation of the Hip” 